# Новобратцевский
Новобра́тцевский — посёлок в составе московского района Митино, до 1992 года в Красногорском районе Московской области. Через посёлок проходит Путилковское шоссе.

## История
На территории посёлка Новобратцевский находится селище, которое идентифицируется как село Аннино, упоминаемое в 1573 году и входившее в состав вотчины потомков Фомы Ивановича Квашнина. Посёлок был образован 1928 году как рабочий посёлок при текстильной фабрике. Название происходит от расположенного поблизости бывшего села Братцева, в 1960 году включённого в состав Москвы. Село, в свою очередь, получило название от помещиков XV века Братцевых.
До присоединения к Москве посёлок входил в состав Красногорского района Московской области и был центром Новобратцевского поселкового совета, в состав которого входили также деревни Путилково и Гаврилково. В 1970-х годах в посёлке был создан завод бытовой химии вместо существовавших до того полукустарных производств.

## В составе Москвы
Вошёл в состав Москвы на основании указа Президиума Верховного совета РСФСР от 18 декабря 1990 года. На момент включения в состав Москвы площадь посёлка составляла 33 гектара.
В 2019 году посёлок был включён в московскую программу реновации жилья. По этой программе в посёлке должны быть снесены 14 старых домов и построены новые здания высотой от 7 до 17 этажей на площади 21,4 гектара. С запада и севера участок нового строительства ограничен долиной реки Сходни, с юга — 1-м Митинским переулком, Путилковским шоссе и Парковой улицей, с востока — Тушинским природным парком. Первый дом, построенный по этой программе, был сдан осенью 2021 года.
- В посёлке Новобратцевский
- Старые дома
- Снос старых домов по программе реновации
- Новый дом, построенный по программе реновации